# 3011함
바다로(함번 3011호)는 태평양급 경비함을 기반으로 한 신임 해양경찰관 및 함정장비 운용자의 체계적인 경비함 운용술 교육을 위해 건조된 대한민국 최초의 해양경찰훈련함이다.

## 개요
- 소요 예산 : 528억 6000만원
- 건조 기간 : 3년 4개월
- 건조 회사 : STX조선해양
- 배수 톤수 : 4200t
- 총 길이 : 121m
- 폭 : 16m
- 최대속력 : 18노트 (시속 약 34km)

※100여명의 교육생이 동시에 생활하며 훈련을 할 수 있다.